# A Tiger in Paradise
A Tiger in Paradise är en svensk dokumentärfilm från 2023 av Mikel Cee Karlsson. Filmen hade premiär på filmfestivalen CPH:DOX den 18 mars 2023. I samband med detta inträffade även premiären för deras hybridturné, An exklusive evening with Jose González.
Filmen hade biopremiär i Sverige den 22 mars 2024.
A Tiger in Paradise nominerades till bästa dokumentärfilm vid Oslo Grand Pix, samt till bästa film vid MakeDox Creative Documentary Film Festival 2023.